# Keszthelybergen
Keszthely eller Keszthelybergen (ungerska:Keszthelyi-hegység) är ett bergsområde vid västra ändan av Balatonsjön i Ungern, nordost om staden Keszthely. Den ligger sydväst om Bakonyskogen och utgör den sydvästligaste delen av de Ungerska mellanbergen. Berggrunden består av dolomit och kalksten från yngre trias.